# Еліезер Каплан
Еліезер Каплан (івр. אליעזר קפלן; 1891, Мінськ — 13 липня 1952, Генуя) — ізраїльський політик і громадський діяч. Один з тих хто підписав Декларацію незалежності Ізраїлю. Перший міністр фінансів Ізраїлю і віце-прем'єр міністр.

## Життєпис
Народився в 1891 році в Мінську, навчався в хедері і гімназії в місті Лович. У 1917 закінчив вище інженерне училище в Москві за фахом інженер-будівельник. Був членом сіоністських-соціалістичної партії з 1905 року; брав участь у заснуванні руху «Цеірей-Ціон — ха-Тхія» («Youth of Zion — Renewal», 1908 рік), організації «Цеірей-Ціон» (1912 рік), партії Хіт'ахадут (1920).
Учасник Всесвітнього конгресу сіоністів, починаючи з 1913 року.
У 1919 році Каплан був членом української делегації на Версальській мирній конференції.
У 1920 році він іммігрував до мандату Палестини і був залучений до злиття молоді Сіону з Хапоелем Хатзаіром для формування «Хітчадту», а після його участі в Конференції сіоністської федерації в Лондоні був обраний в сіоністський виконавчий комітет. Через деякий час його відправили в Берлін.
Брав участь у створенні партії Хіт'ахадут в Празі (1920) і очолив її берлінське відділення (1920-22). Постійний учасник Всесвітнього конгресу сіоністів, починаючи з 11-го (Відень, 1913).
Поселившись в Ерец-Ісраель в 1923 р, Каплан керував діяльністю відділу громадських і будівельних робіт Хистадрута (згодом «Солель боні»). Член правління Єврейського агентства (з 1933 р), де очолював відділ фінансів і адміністрації. Після утворення Держави Ізраїль став міністром фінансів. Незадовго до смерті був призначений заступником глави уряду Ізраїлю. Каплан зробив вирішальний вплив на економічну політику Ізраїлю тих років.
У лютому 1952 року саме Е. Каплан оголосив про значні зміни економічного курсу Ізраїлю. Уряд зобов'язався формувати бюджет з поточних податкових надходжень, уникаючи додаткової грошової емісії, як це було в попередні роки. Незважаючи на введення примусової позики в розмірі 10 % від усіх банківських вкладів громадян, бюджет був підданий секвеструванню. Зменшення державних витрат відбилося насамперед на бюджеті Міністерства оборони, який в 1952-53 рр. був скорочений на 20 %. Це призвело до скорочення шести тисяч кадрових посад в армії.
Е. Каплан також оголосив про перехід від одного існуючого офіційного курсу (0,35 ізраїльської ліри за долар) до системи з трьох офіційних обмінних курсів (0,35, 0,7 і 1,00 ізраїльської ліри за долар) для різних типів підприємств та організацій. Практичний сенс цього кроку полягав у відмові держави від проведення політики штучного стримування цін за допомогою низького обмінного курсу. Введення трьох обмінних курсів повинно було запобігти, принаймні на перехідний період, різкому підвищенню цін на продукти харчування і основні споживчі товари. Ці надії не справдилися, в 1952 році індекс споживчих цін в ізраїльському господарстві ріс значно швидше, ніж раніше, досягнувши в річному вираженні 58 %. Найважчим наслідком значного скорочення державних витрат стало різке зростання безробіття, яке досягло 11 %, що мало далекосяжні соціальні наслідки, в тому числі зростання еміграції з країни.
25 червня 1952 р Е. Каплан був зміщений Давидом Бен-Гуріоном з поста міністра фінансів. Втім, новий міністр фінансів Л. Ешкол був незабаром змушений встановити ще більш високий обмінний курс, 1,8 ізраїльської ліри за долар. Не заперечуючи негативних наслідків зроблених Е. Капланом заходів, історики і економісти в цілому оцінюють їх як неминучі в тих важких умовах, в яких опинилася розорена Війною за незалежність країна, населення якої в перші три роки її існування зросла вдвічі.
Іменем Каплана названі Школа соціально-політичних наук при Єврейському університеті в Єрусалимі, лікарня в Реховоті і квартал Кирьят-Елі'езер в Хайфі.